# Libéraux (Italie)
Pour les articles homonymes, voir Union libérale.
Le groupement politique des Libéraux (Italian : Liberali), était une alliance politique formée dans les premières années du XXe siècle par le Premier ministre italien et leader de la Gauche historique Giovanni Giolitti. L'alliance a été formée lorsque la gauche et la droite ont fusionné en une seule coalition centriste et libérale qui a largement dominé le Parlement italien.

## Histoire
Les origines du libéralisme en Italie se trouvent dans la Droite historique, un groupe parlementaire formé par Camillo Benso, comte de Cavour au Parlement du Royaume de Sardaigne après la révolution de 1848. Ce groupe était modérément conservateur et soutenait un gouvernement centralisé, un suffrage restreint, une fiscalité régressive et le libre-échange. Ils ont dominé la politique après l'unification italienne en 1861, mais n'ont jamais formé de parti, fondant leur pouvoir sur le suffrage censitaire et le système de vote uninominal. La droite est combattue par la gauche historique, plus progressiste, qui renverse le gouvernement de Marco Minghetti lors de la révolution dite parlementaire de 1876, ce qui amène Agostino Depretis à devenir Président du Conseil des ministres. Cependant, Depretis commence immédiatement à chercher des appuis parmi les députés de droite, qui changent volontiers de position, dans un contexte de corruption généralisée. Ce phénomène, connu en italien sous le nom de "Trasformismo" (traduisible approximativement en anglais par Transformism - le Premier ministre Giovanni Giolitti a été dépeint comme un caméléon dans un journal satirique), a effectivement éliminé les différences politiques au sein du Parlement, qui était dominé par un bloc libéral sans distinction avec une majorité écrasante jusqu'après la Première Guerre mondiale. Deux factions parlementaires se sont alternées au gouvernement, l'une dirigée par Sidney Sonnino et l'autre, de loin la plus importante des deux, par Giolitti. À cette époque, les libéraux gouvernaient en alliance avec les radicaux, les démocrates et finalement les socialistes réformateurs. Cette alliance gouvernait contre deux oppositions plus petites, à savoir Les cléricaux composés de quelques politiciens orientés vers le Vatican et L'extrême formée par la faction socialiste qui représentait une véritable gauche dans un concept actuel.

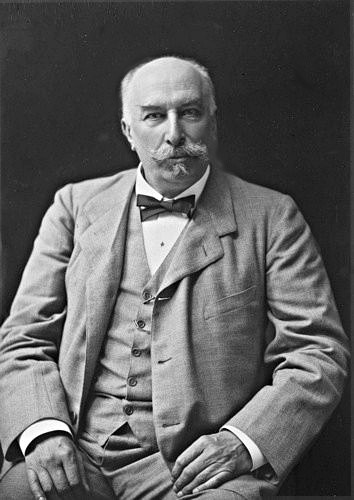
Giovanni Giolitti, chef historique des libéraux

Giolitti était passé maître dans l'art politique du "Trasformismo", la méthode consistant à former une coalition de gouvernement centriste flexible qui a isolé les extrêmes de gauche et de droite dans la politique italienne après l'unification. Sous son influence, les libéraux ne se sont pas développés en tant que parti structuré. Il s'agissait plutôt d'une série de groupements personnels informels sans liens formels avec des circonscriptions politiques. La période entre le début du XXe siècle et le début de la Première Guerre mondiale, pendant laquelle il a été Premier ministre et ministre de l'Intérieur de 1901 à 1914 avec seulement de brèves interruptions, est souvent appelée l'ère giolittienne,.
Libéral de gauche avec de fortes préoccupations éthiques, les périodes de Giolitti au pouvoir ont été marquées par l'adoption d'un large éventail de réformes sociales progressistes qui ont amélioré le niveau de vie des Italiens ordinaires, ainsi que par la mise en place de plusieurs politiques d'intervention gouvernementale,. Outre la mise en place de plusieurs tarifs, subventions et projets gouvernementaux, Giolitti a également nationalisé les opérateurs privés de téléphone et de chemins de fer. Les partisans libéraux du libre-échange critiquent le système giolittien, bien que Giolitti lui-même considère le développement de l'économie nationale comme essentiel à la production de richesses.
Lors des élections générales de 1913, les libéraux ont été élus par plus de deux millions de personnes, avec 47,6 % des voix et 270 sièges sur 508, devenant ainsi de loin le premier parti du pays. Sous la présidence d'Antonio Salandra, membre de la faction de droite des libéraux, l'Italie a déclaré la guerre à l'Autriche-Hongrie et à l'Allemagne en 1915, entrant ainsi dans la Première Guerre mondiale. Cette décision allait à l'encontre de la pensée du chef libéral Giolitti, qui était un fervent partisan de la neutralité. En 1917, un membre de l'aile gauche du parti, Vittorio Emanuele Orlando, est devenu Premier ministre et, sous son gouvernement, l'Italie a vaincu l'Autriche, ce qui lui a valu le titre de "Premier ministre de la victoire".
À la fin de la Première Guerre mondiale, le suffrage universel et la représentation proportionnelle sont introduits. Ces réformes ont causé de gros problèmes aux libéraux qui se sont trouvés incapables d'arrêter la montée de deux partis de masse, le parti socialiste italien et le parti populaire italien qui avaient pris le contrôle de nombreuses autorités locales en Italie du Nord avant même la guerre. La particularité italienne est que si le parti catholique s'opposait aux socialistes conformément aux normes européennes, il s'opposait également aux libéraux et généralement à la droite sous les conséquences de la prise de Rome et des luttes entre le Saint-Siège et l'État italien que les libéraux avaient dirigé pendant plus de cinquante ans. Les élections générales de 1919 voient le succès du parti socialiste dirigé par Filippo Turati, qui obtient 32,3 % des voix. Les libéraux de Giolitti n'arrivent qu'en cinquième position, avec 8,6 % des voix et 41 sièges, derrière le Parti populaire italien de Don Luigi Sturzo, avec 20,5 %. Le Parlement est donc divisé en trois blocs différents, avec une grande instabilité, alors que les socialistes et les fascistes en pleine ascension instigateurs de la violence politique se trouvent dans des camps opposés.
Dans cette situation chaotique, les libéraux ont fondé le Parti libéral italien en 1922, qui a rejoint une alliance menée par les fascistes et a formé une liste commune pour les élections générales de 1924, transformant les fascistes d'une petite force politique en un parti à majorité absolue. Bien qu'ils aient été interdits par Benito Mussolini en 1925, de nombreux anciens politiciens libéraux se sont vu attribuer des postes politiques prestigieux, mais sans influence, tels que des sièges au Sénat, qui a été dépouillé de tout pouvoir réel par les réformes fascistes.

## Résultats électoraux
| Chambre des députés |                 |      |           |     |                   |
| Année électorale    | Votes           | %    | Sièges    | +/− | Leader            |
| 1913                | 2 387 947 (1er) | 47,6 | 270 / 508 | –   | Giovanni Giolitti |
| 1919                | 490 384 (5e)    | 8,6  | 41 / 508  | 229 | Giovanni Giolitti |

## Source
- (en) Cet article est partiellement ou en totalité issu de l’article de Wikipédia en anglais intitulé « Liberal Union (Italy) » (voir la liste des auteurs).